# Хотел ФМ
Хотел ФМ је румунски бенд, који су, у априлу 2005, формирали британски исељеник, Дејвид Брајан и његови пријатељи Габријела Беруца и Алекс Суз. Бенд одржава концерте у неколико градова у Румунији, Немачкој, а издао је промотивни ЦД у пролеће 2006.
Они су, са 22 поена, освојили прво место на румунском националном избору за песму Евровизије и представљали своју земљу са песмом Change на Евровизији 2011. која се одржала у Диселдорфу, Немачка.